# Липот Херцка
Липот Херцка (на унгарски: Hertzka Lipót) е унгарски футболист и треньор. Играл е за испанския Реал Сосиедад. След прекратяването на футболната си кариера, Херцка става треньор на Реал Сосиедад и Реал Мадрид. С последния печели титлата в Испания през сезон 1931 – 32. Бил е треньор и на Бенфика Лисабон, с който печели три титли на Португалия.